# Krydseren Heimdal
Heimdal var den sidste i en serie af tre små krydsere, og blev også den sidste danske krydser. Egentlig var den slet ikke på Marinens ønskeseddel, for i 1889, da Rigsdagen forhandlede om nybygninger til flåden, bad Marinen om midler til et nyt panserskib på 3.500 ton. Det kunne der ikke blive flertal for, så i stedet fik man endnu en lille krydser. Heimdal havde samme moderne armering som Gejser, men da den var bestemt for tjeneste ved Island og Færøerne, gik man tilbage til samme typer kedler som i Hekla. Først i 1910 troede man så meget på de små vandrørskedler, at Heimdal blev udrustet med dem. Heimdal blev påbegyndt i 1891 og søsat i 1894. Maskineriet var fra Burmeister & Wain og ydede 3.000 HK. Blev i begyndelsen benævnt som krydser af 3. klasse, og fra 1910 blot som krydser.

## Tekniske data

### Generelt
- Længde: 72,3 m
- Bredde:  10,4 m
- Dybgang: 3,6 m
- Deplacement: 1.342 ton
- Fart 17,0 knob
- Besætning: 156

### Armering
- Artilleri (1895): 2 styk 12 cm kanoner L/40, 4 styk 87 mm kanoner, 6 styk 37 mm kanoner og to 8 mm mitrailleuser.
- Artilleri (1910): 2 styk 12 cm kanoner L/40, 4 styk 87 mm kanoner, 4 styk 57 mm kanoner og to 8 mm mitrailleuser.

- Torpedoer (1895): 1 styk 45 cm og 3 styk 38 cm torpedoapparater (Et i stævnen, to midtskibs og et agter).

### Panser
Panserdæk af stål på 48 mm.   

## Tjeneste
- Heimdal indgik i tjeneste i 1895, og stod efter værftsprøverne nordpå til tjeneste ved Færøerne og Island. De fleste af årene frem til 1901 var Heimdal udstationeret der i perioden marts til oktober-november. Derefter blev krydseren skoleskib for kadetterne med hyppige sommertogter på Atlanten og vintertogter til Middelhavet. Heimdal gjorde tjeneste i sikringsstyrken under hele Første verdenskrig, og var derefter igen kadetskib frem til 1930. Udgået af Flådens tal i 1930 og solgt til ophugning.